# Communauté de communes du Quercy Caussadais
Die Communauté de communes du Quercy Caussadais ist ein französischer Gemeindeverband mit der Rechtsform einer Communauté de communes im Département Tarn-et-Garonne in der Region Okzitanien. Sie wurde am 30. Dezember 1996 gegründet und umfasst 19 Gemeinden. Der Verwaltungssitz befindet sich im Ort Caussade.

## Mitgliedsgemeinden
| Gemeinde                                    | Einwohner 1. Januar 2022 | Fläche km² | Dichte Einw./km² | Code INSEE | Postleitzahl |
| ------------------------------------------- | ------------------------ | ---------- | ---------------- | ---------- | ------------ |
| Auty                                        | 144                      | 7,42       | 19               | 82007      | 82220        |
| Caussade                                    | 6.858                    | 45,73      | 150              | 82037      | 82300        |
| Cayrac                                      | 562                      | 6,21       | 90               | 82039      | 82440        |
| Cayriech                                    | 273                      | 7,59       | 36               | 82040      | 82240        |
| Labastide-de-Penne                          | 126                      | 13,68      | 9                | 82078      | 82240        |
| Lapenche                                    | 282                      | 8,11       | 35               | 82092      | 82240        |
| Lavaurette                                  | 214                      | 13,63      | 16               | 82095      | 82240        |
| Mirabel                                     | 1.042                    | 32,07      | 32               | 82110      | 82440        |
| Molières                                    | 1.274                    | 38,46      | 33               | 82113      | 82220        |
| Montalzat                                   | 654                      | 27,50      | 24               | 82119      | 82270        |
| Monteils                                    | 1.354                    | 12,08      | 112              | 82126      | 82300        |
| Montfermier                                 | 109                      | 6,55       | 17               | 82128      | 82270        |
| Montpezat-de-Quercy                         | 1.600                    | 44,02      | 36               | 82131      | 82270        |
| Puylaroque                                  | 698                      | 35,87      | 19               | 82148      | 82240        |
| Réalville                                   | 1.867                    | 25,09      | 74               | 82149      | 82440        |
| Saint-Cirq                                  | 569                      | 15,96      | 36               | 82159      | 82300        |
| Saint-Georges                               | 271                      | 9,09       | 30               | 82162      | 82240        |
| Saint-Vincent-d’Autéjac                     | 283                      | 16,27      | 17               | 82174      | 82300        |
| Septfonds                                   | 2.254                    | 27,05      | 83               | 82179      | 82240        |
| Communauté de communes du Quercy Caussadais | 20.434                   | 392,38     | 52               | –          | –            |